# Laticlavo
Laticlavo ou clavo (em latim: [lati]clavus), por vezes chamada laticlave, era, na regalia da Roma Antiga, uma faixa larga de cor púrpura na porção frontal da túnica vestida pelos senadores como emblema de seu cargo. Daí a diferença entre a túnica angusticlávia e a túnica laticlávia.
Este ornamento, segundo alguns estudiosos, era chamado de clavo (clavus), pois era afixado com pequenas placas redondas de ouro ou prata parecidas com cabeças de pregos. Cantélio defendia que o clavo era uma espécie de ornamento na forma de flores púrpuras costuradas sobre o tecido.